# Thrillville : Le Parc en folie
Thrillville : Le Parc en folie (Thrillville: Off the Rails) est un jeu vidéo de gestion développé par Frontier Developments et édité par LucasArts, sorti en 2007 sur PlayStation 2, Windows, Xbox 360 et PlayStation Portable, Nintendo DS et Wii.

## Accueil
- Jeuxvideo.com : 14/20[1] - 10/20 (DS)[2]